# Franc Novak (filolog)
Franc Novak, slovenski filolog in stenograf, * 22. oktober 1856, Mengeš, † 30. december 1936, Ljubljana.

## Življenje in delo
Po končani gimnaziji v Ljubljani (1877) je na Dunaju študiral filologijo, napravil julija 1883 državni izpit iz grščine in slovenščine kot glavnih predmetov, iz latinščine za nižjo gimnazijo ter oktobra 1884 iz nemške stenografije. Po končanem študiju se je kot suplent zaposlil na gimnaziji Terezijanske akademije. Ker je bilo takrat zaradi velikega števila kandidatov težko dobiti mesto profesorja na srednji šoli, je postal domači učitelj pri  bogatih družinah na Dunaju in v Galiciji. To delo je opravljal dve leti. Nato je služboval kot suplent na ljubljanski gimn. (1886–1890), kot prof. v Novem mestu (do 1894), v Kranju (do 1900), na I. drž. gimn. v Ljubljani (do 1916) in kot direktor na istem zavodu od 1917 do svoje upokojitve julija 1924. Na vseh gimnazijah, kjer je služboval, je poučeval tudi stenografijo, v Ljubljani celo na treh, dokler ni bilo dovolj drugih kvalificiranih moči. 
V Novem mestu si je za lastno uporabo napravil načrt slovenske stenografije, po katerem jo je učil v letih 1893–1894. V »gimnazijskih izvestjih« je objavil: Samoznaki in okrajšave v slovenski stenografiji (Novo mesto, 1894). Zbral je v abecednem redu 1842 samoznakov in krajšav, ki jih je pozneje izpopolnil in izdal samostojno kot Zaznamek okrajšav korespondenčnega pisma (Ljubljana, 1916), Začetne okrajšave v slovenskem debatnem pismu (Kranj, 1896), Srednje in končne okrajšave v slovenskem debatnem pismu (Kranj, 1897). Z njimi je pripravil gradivo za učno knjigo Slovenska stenografija, I. del: Korespondenčno pismo (Ljubljana, 1900) in Slovenska stenografija II. del: Debatno pismo (Ljubljana,  1901), ki jo je v 1. izdaji založil sam, ker ni mogel dobiti založnika. Šolsko ministrstvo je 1901 odobrilo oba dela za šolsko uporabo in ugodilo prošnji, da se poleg nemške stenografije poučuje tudi slovenska kot neobvezen predmet, ki jo je Novak začel predavati s šolskim letom 1903/1904.
Ko se je 1920 v Ljubljani ustanovila izpitna komisija za slovensko stenografijo, je bil Novak imenovan za njenega člana, oziroma predsednikovega namestnika. Novakovo uspelo prikrojitev Gabelsbergerjevega sistema je kritika zelo ugodno sprejela; med drugim trdi strokovnjak M. Vamberger, da »noben slovanski narod nima tako temeljite in dovršene stenografske knjige, kakor je Novakova, s katero se celo iz bogate nemške stenografske literature morejo le redka, in sicer najboljša dela primerjati, katera pa jo komaj dosegajo, ne presega je pa nobena« (Ljubljanski zvon, 1901, št.214).